# Parallelodiplosis spirae
Parallelodiplosis spirae är en tvåvingeart som först beskrevs av Ephraim Porter Felt 1909.  Parallelodiplosis spirae ingår i släktet Parallelodiplosis och familjen gallmyggor.
Artens utbredningsområde är New York. Inga underarter finns listade i Catalogue of Life.